# Pentatlo moderno nos Jogos Olímpicos de Verão da Juventude de 2018
As competições de pentatlo moderno nos Jogos Olímpicos de Verão da Juventude de 2018 ocorreram entre 12 e 16 de outubro em um total de três eventos. As competições aconteceram no Parque Olímpico da Juventude, em Buenos Aires, Argentina.
Um total de 48 pentatletas, representando 31 países, se qualificaram para competir nas provas individual masculino e feminino e no revezamento misto por equipes. Nos Jogos Olímpicos da Juventude o pentatlo moderno é disputado no formato de "tetratlo", com provas de esgrima, natação e laser run (combinado de tiro e corrida).

## Calendário
| Outubro          | 6 | 7 | 8 | 9 | 10 | 11 | 12 | 13 | 14 | 15 | 16 | 17 | 18 |
| ---------------- | - | - | - | - | -- | -- | -- | -- | -- | -- | -- | -- | -- |
| Pentatlo moderno |   |   |   |   |    |    |    | 1  | 1  |    | 1  |    |    |

|  | Dia de competição |  | Dia de final |

## Medalhistas
| Evento                        | Ouro                                                      | Prata                                                                | Bronze                                                            |
| ----------------------------- | --------------------------------------------------------- | -------------------------------------------------------------------- | ----------------------------------------------------------------- |
| Individual masculino detalhes | Ahmed Elgendy EGY Egito                                   | Egor Gromadskii RUS Rússia                                           | Ugo Fleurot FRA França                                            |
| Individual feminino detalhes  | Salma Abdelmaksoud EGY Egito                              | Emma Riff FRA França                                                 | Michelle Gulyás HUN Hungria                                       |
| Revezamento misto detalhes    | CHN Gu Yewen EGY Ahmed Elgendy MIX Equipes de CONs mistos | EGY Salma Abdelmaksoud ARG Franco Serrano MIX Equipes de CONs mistos | ESP Laura Heredia POL Kamil Kasperczak MIX Equipes de CONs mistos |

## Quadro de medalhas
| Ordem | País                       | Medalha de ouro | Medalha de prata | Medalha de bronze |   |
| ----- | -------------------------- | --------------- | ---------------- | ----------------- | - |
| 1     | EGY Egito                  | 2               |                  |                   | 2 |
| –     | MIX Equipes de CONs mistos | 1               | 1                | 1                 | 3 |
| 2     | FRA França                 |                 | 1                | 1                 | 2 |
| 3     | RUS Rússia                 |                 | 1                |                   | 1 |
| 4     | HUN Hungria                |                 |                  | 1                 | 1 |
| TOTAL | TOTAL                      | 3               | 3                | 3                 | 9 |